# Conductancia térmica
La conductancia térmica ({\displaystyle C}), es una medida de transferencia de calor a través de los materiales, formados por una o varias capas, y en condiciones de laboratorio. En este caso se mide la cantidad de calor transferido a través del material en un tiempo y superficie unitarios, para un espesor especificado (no necesariamente unitario).

## Cálculo de la Conductancia
Se calcula como la conductividad térmica del material ({\displaystyle \lambda }) dividida por el espesor de la capa ({\displaystyle e}), o bien, como la inversa de la resistencia térmica unitaria ({\displaystyle {\ce {C = 1/R}}}) en unidades (W / (m2 K))
{\displaystyle C={\frac {\lambda }{e}}={\frac {1}{R}}}
O, en el caso de que se quiera estudiar un elemento de varias capas, hay que tener en cuenta que las conductancias no se pueden sumar, pero las resistencias térmicas si, de modo que:
{\displaystyle C={\frac {1}{R_{t}}}={\frac {1}{R_{1}+R_{2}+...+R_{n}}}}
siendo:
RT: resistencia térmica total (m²·K·W-1)
Rj: resistencia térmica de cada una de las capas que forman el elemento (m²·K·W-1)
El valor de C es característico de cada composición constructiva.
Si se tienen en cuenta las situaciones reales, con aire por ambas caras, hay que tener en cuenta las resistencias superficiales y en ese caso se llama transmitancia térmica, U.